# NGC 1477
NGC 1477 é uma galáxia elíptica (E) localizada na direcção da constelação de Eridanus. Possui uma declinação de -08° 34' 28" e uma ascensão recta de 3 horas, 54 minutos e 02,8 segundos.
A galáxia NGC 1477 foi descoberta em 1886 por Ormond Stone.